# Campionato centramericano femminile di pallacanestro 2008
Il 17º Campionato dell'America Centrale e Caraibico Femminile di Pallacanestro FIBA (noto anche come FIBA Centrobasket for Women 2008) si è svolto dal 17 al 21 luglio del 2008 a Morovis a Porto Rico. Il torneo è stato vinto dalla nazionale cubana.
I FIBA Centrobasket sono una manifestazione contesa dalle squadre nazionali di Messico, Centro America e Caraibi, organizzata dalla CONCENCABA (Confederazione America Centrale e Caraibi), nell'ambito della FIBA Americas.

## Squadre partecipanti
- Barbados
- Costa Rica
- Cuba
- Guatemala
- Messico
- Porto Rico
- Rep. Dominicana
- Trinidad e Tobago

## Classifica finale
| Pos | Squadra | V-P |
| --- | --- | --- |
|     | Cuba4 Romero, 5 Casanova, 6 Plutín, 7 Gelis, 8 Soria, 9 Amargo, 10 Boulet, 11 Cepeda, 12 Noblet, 13 Fernández, 14 Oquendo, 15 Ávila, All. Alberto Zabala                                     | 5-0 |
|     | Porto Rico4 Dávila, 5 Rosado, 6 Morales, 7 Valentín, 8 Rivera, 9 Ya. Cabrera, 10 Tapia, 11 González, 12 Emmanuelli, 13 Yo. Cabrera, 14 Escalera, 15 Vargas, All. Omar González               | 4-1 |
|     | Rep. Dominicana4 Rivera, 5 Morton, 6 Castillo, 7 Paniagua, 8 Frías, 9 Brito, 10 Gómez, 11 Mercado, 12 Estrella, 13 Perdomo, 14 Santos, 15 González, All. Osiris Duquela                      | 3-2 |
| 4   | Messico4 Delgado, 5 Cota, 6 Gómez, 7 A. García, 8 Tapia, 9 Gutiérrez, 10 N. García, 11 Salman, 12 Casillas, 13 Pardo, 14 I. García, 15 Silva, All. Silvia Gutiérrez                          | 2-3 |
| 5   | Trinidad e Tobago4 Jackson-Kennedy, 5 Phillips, 6 Peters, 7 Selman, 8 Gay, 9 Patterson, 10 T. Edwards, 11 Charles, 12 Moore, 13 Codio, 14 P. Edwards, 15 Liverpool, All. Christopher Jackson | 2-3 |
| 6   | Guatemala4 López, 5 Fernández, 6 Cisneros, 7 Vásquez, 8 Ramírez, 9 Bailón, 10 Rivera, 11 Amado, 12 del Valle, 13 Valdés, 14 Loaiza, 15 Fleischmann, All. -                                   | 2-3 |
| 7   | Barbados4 Farley, 5 Austin, 6 Joseph, 7 Studer, 8 Phillips, 9 Atherley, 10 D. Alleyne, 11 Bretney, 12 Shorey, 13 Clarke, 14 Louis, 15 A. Alleyne, All. Frederick Bynoe                       | 2-3 |
| 8   | Costa Rica4 P. Sancho, 5 Gálvez, 6 Palavicini, 7 Malavassi, 8 Iglesias, 9 Miller, 10 Vargas, 11 Lewis, 12 Pinnock, 13 Peñaranda, 14 A. Sancho, 15 Navarro, All. Lorena Hernández             | 0-5 |